# György Józsi
György Józsi (ur. 31 stycznia 1983 w Zalaegerszegu) – węgierski piłkarz, grający na pozycji pomocnika. Na początku swojej kariery grał w rodzinnym mieście w tamtejszym Zalaegerszegi TE. W latach 2004–2005 grał w czeskiej Slavii Praga, by po roku wrócić do ZTE. Od 2010 roku piłkarz Ferencvárosi TC. W sezonie 2014/2015 grał w Dunaújváros PASE.